# Ginetta F400
 (mai 2012).
Si vous disposez d'ouvrages ou d'articles de référence ou si vous connaissez des sites web de qualité traitant du thème abordé ici, merci de compléter l'article en donnant les références utiles à sa vérifiabilité et en les liant à la section « Notes et références ».
La Ginetta F400 est une voiture de sport construite par le constructeur anglais Ginetta en 2010. La voiture est en fait une Farbio GTS rebadgée à la suite du rachat de Farbio par Ginetta.

## Caractéristiques

### Moteur
La voiture est équipée d'un moteur V6 de 3000 cm³ développant 410 ch placé en position transversale centrale arrière qui lui permet d'atteindre la vitesse maximale de 300 km/h et d'effectuer le 0-100 km/h en 3,7.

### Dimensions et
La longueur de la voiture est de 4 215 mm, la largeur est de 1 940 mm et la hauteur est de 1 170 mm. L'empattement lui est de 2 675 mm.

### Performances
- Vitesse maximale : 300 km/h
- 0-100 km/h : 3,7
- Rapport Poids/Puissance: 2.551 kg/ch
- Rapport Puissance/Litre: 136.667 ch/litre